# Simon James
Simon James (York, 13 maart 1954) is een Britse jazzgitarist en een van de oprichters van Acoustic Alchemy. Na het verlaten van de band richtte hij Kymaera op, een hedendaagse jazzband in Latijns-Amerikaanse stijl.

## Biografie
James werd opgeleid aan het Ampleforth College, het North Yorkshire Leeds College of Music en studeerde fluit en gitaar. Aan het Trinity College of Music in Londen studeerde hij gitaar en compositie bij respectievelijk Hector Quine en David Newbold. Hij trad in 1977 toe tot de docenten van Trinity en werd in 1984 gitaardocent aan de Purcell School of Music. In 1981 volgde hij een masterclass flamenco, gegeven door Paco Peña in Córdoba (Spanje). Flamenco beïnvloedde zijn muziek op de vroege opnamen van Acoustic Alchemy. In 1983 werd hij gitaardocent aan de Whitgift School.
In 1979 hielp James met de formatie van de band Acoustic Alchemy, die hij in 1985 verliet om andere belangen na te streven. Hij toerde solo met Nick Webb en met Maria Ewing en trad op in live-uitzendingen voor radio en televisie. In 1984–1985 begonnen James en Webb een samenwerking met actrice Sylvia Syms voor een serie shows, waarin poëzie en muziek werden gecombineerd (The Female Principle, If This Be Love, Mothers and Daughters, Love Lust and We All Make Mistakes). Deze samenwerking omvatte het schrijven en arrangeren van muziek voor de shows en het verschijnen in de shows. In 1987 startte James de uitgeverij Designer Music. De opdrachten omvatten een geschiedenis van vijftien delen van het stierenvechten, dat in Spanje in het najaar van 1994 door Planeta/Agostini werd uitgebracht en een serie van dertien delen over seriemoordenaars die in 1996 door Mainline Television voor SKY TV werd geproduceerd. Een andere reeks opdrachten leidde tot de formatie van de band Kymaera in 1998.
Het eerste album Rio Moods (MCI) van Kymaera was een eerbetoon aan de muziek van Antônio Carlos Jobim, maar bevatte ook originele composities. Het tweede album bestond uit muziek van George Michael. James en gitarist Shane Hill zorgden voor de muziek en produceerden de albums. Kymaera debuteerde op 21 juni 1998 in Ronnie Scott's Jazz Club. Het derde album Careless Whispers werd uitgebracht in september 1998. Into the Rainbow (2001) was een eerbetoon aan zijn voormalige partner Webb, die overleed in februari 1998 en omvatte Ewing en Greg Carmichael van Acoustic Alchemy. In juli en augustus 2001 maakte Kymaera het album California Dreamin' voor Union Square, dat het volgende jaar werd uitgebracht. In 2004 nam Kymaera nog een album op voor Union Square. Sommige nummers zijn in 2006 uitgebracht bij Smooth Jazz met zang van Lynieve Austin. In 2006 vormde James de band Almaraya op basis van de ritmesectie van Kymaera en de zang van Austin. De band trad in april van dat jaar voor het eerst op tijdens het Croydon Jazz Festival.